# 1960 في المملكة المتحدة
فيما يلي قوائم الأحداث التي وقعت خلال عام 1960 في المملكة المتحدة.

## سياسة

### تعيين في المنصب
- 14 فبراير – إدوارد هيث اللورد أمين الختم الكنيف [الإنجليزية]‏.
- 27 يوليو – إينوك باول Secretary of State for Health and Social Care [الإنجليزية]‏.

### انتهاء فترة المنصب
- 27 يوليو – أليك دوغلاس هيوم Secretary of State for Commonwealth Relations [الإنجليزية]‏، زعيم مجلس اللوردات [الإنجليزية]‏.
- 27 يوليو – إدوارد هيث Secretary of State for Employment [الإنجليزية]‏.

## رياضة
- 1 يناير – بطولة ويمبلدون 1960

## ظهور
- 1 يناير – البيتلز
- 1 يناير – مجلة وورد سوكر
- 1 يناير – موسيقى تجريبية

## أفلام
من الأفلام التي صدرت هذه السنة في المملكة المتحدة:
- 1 يناير – أبناء وأحباء من إخراج جاك كارديف [الإنجليزية]‏.
- 1 يناير – المنجرفون من إخراج فريد زينمان.
- 24 فبراير – المخطوف من إخراج روبرت ستيفنسون (كاتب).

## برامج ومسلسلات وأنمي
- شارع كورونيشن

## كتب
من الكتب التي صدرت هذه السنة في المملكة المتحدة:
- 1 يناير – ثروات الحرب من تأليف أوليفيا مانينغ.
- 1 يناير – لا تخبروا ألفريد من تأليف نانسي ميتفورد.

## مواليد

### يناير
- 1 يناير – توني كيننغ موسيقي من المملكة المتحدة.
- 1 يناير – جمال محجوب كاتب بريطاني.
- 1 يناير – ستيفن لو فيلسوف بريطاني.
- 1 يناير – عبد الحكيم مراد مفكر من المملكة المتحدة.
- 1 يناير – ماري مولفيل عالمة إيرلندية، مقدمة برامج تلفزيونية وإذاعية، مؤلفة وتربوية.
- 6 يناير – نايجيلا لاوسون
- 18 يناير – مارك رايلانس

### فبراير
- 16 فبراير – بيت ويليس
- 19 فبراير – أندرو دوق يورك قائد هليكوبتر من المملكة المتحدة.

### مارس
- 22 مارس – باستر هوس عسكري من المملكة المتحدة.

### أبريل
- 6 أبريل – كولن جيبسون لاعب كرة قدم بريطاني.
- 7 أبريل – ساندي باول مصممة أزياء بريطانية.
- 10 أبريل – ألاستيير فوثرغل
- 11 أبريل – جيرمي كلاركسون
- 19 أبريل – ستيوارت غراي لاعب ومدرب كرة قدم إنجليزي.
- 22 أبريل – لويد هونييغان ملاكم من المملكة المتحدة.

### مايو
- 3 مايو – ديريك أبوت
- 3 مايو – ديفيد ليولين سائق رالي من المملكة المتحدة.
- 18 مايو – شون ييتس
- 24 مايو – كريستين سكوت توماس

### يونيو
- 17 يونيو – توني ويليس ملاكم من المملكة المتحدة.

### يوليو
- 5 يوليو – غاري غيليسبي لاعب كرة قدم اسكتلندي.
- 24 يوليو – جوناثان هيل سياسي من المملكة المتحدة.
- 27 يوليو – جو دوري لاعبة كرة مضرب بريطانية.
- 31 يوليو – بيت تونغ

### أغسطس
- 4 أغسطس – برنارد روز
- 14 أغسطس – سارة برايتمان

### سبتمبر
- 9 سبتمبر – هيو غرانت
- 10 سبتمبر – كولين فيرث ممثل إنجليزي.
- 15 سبتمبر – ليزا فاندربامب
- 17 سبتمبر – دامون هيل
- 23 سبتمبر – جايسون كارتر ممثل من المملكة المتحدة.
- 28 سبتمبر – جورج روسي

### أكتوبر
- 3 أكتوبر – جون وليامز
- 4 أكتوبر – هنري ورسلي
- 16 أكتوبر – فيل ويلسون لاعب كرة قدم من المملكة المتحدة.

### نوفمبر
- 1 نوفمبر – ألان هاربر لاعب كرة قدم إنجليزي.
- 5 نوفمبر – تيلدا سوينتون
- 10 نوفمبر – نيل غيمان
- 13 نوفمبر – بيرني سلافن لاعب كرة قدم أيرلندي.
- 17 نوفمبر – جوناثان روس
- 18 نوفمبر – كيم وايلد
- 25 نوفمبر – روبرت دنلوب متسابق دراجات نارية من المملكة المتحدة.
- 30 نوفمبر – غاري لينيكر لاعب كرة قدم إنجليزي.

### ديسمبر
- 10 ديسمبر – كينيث براناه
- 13 ديسمبر – بيتر نورفولك
- 14 ديسمبر – كريس وادل لاعب كرة قدم إنجليزي.
- 18 ديسمبر – كلفن سمارت ملاكم من المملكة المتحدة.
- 31 ديسمبر – ستيف بروس

## وفيات

### يناير
- 1 يناير – أوين وليامز (مواليد 1896) لاعب كرة قدم إنجليزي.
- 1 يناير – بيلي ديفيز (مواليد 1883) لاعب كرة قدم ويلزي.
- 1 يناير – توم وايت (مواليد 1896) لاعب كرة قدم من المملكة المتحدة.
- 1 يناير – جيمي وليامز (مواليد 1888) لاعب كرة قدم من المملكة المتحدة.
- 7 يناير – دوروثيا دوغلاس تشامبرز (مواليد 1878)
- 12 يناير – نيفيل شوت (مواليد 1899)
- 13 يناير – ويليام هاموند (مواليد 1886) درّاج طريق من المملكة المتحدة.
- 31 يناير – ليليان ليندساي (مواليد 1871)

### فبراير
- 8 فبراير – جون لانجشو أوستن (مواليد 1911)
- 20 فبراير – ليونارد وولي (مواليد 1880)

### مارس
- 22 مارس – أغنس أربر (مواليد 1879) عالمة نبات بريطانية.

### مايو
- 16 مايو – نيستا هيلين وبستر (مواليد 1876) كاتبة من المملكة المتحدة.

### يونيو
- 27 يونيو – لوتي دود (مواليد 1871)

### أغسطس
- 1 أغسطس – هوراس بيلي (مواليد 1881) لاعب كرة قدم إنجليزي.
- 10 أغسطس – فرانك لويد (مواليد 1886) مخرج أفلام بريطاني.
- 15 أغسطس – كينيث ميس (مواليد 1882) فيزيائي بريطاني.

### سبتمبر
- 27 سبتمبر – سيلفيا بانكهيرست (مواليد 1882)

### أكتوبر
- 25 أكتوبر – هاري فيرغسون (مواليد 1884)
- 29 أكتوبر – هوراس وليامز (مواليد 1900) لاعب كرة قدم ويلزي.

### نوفمبر
- 3 نوفمبر – هارولد جونز (مواليد 1890) عالم فلك بريطاني.

### ديسمبر
- 21 ديسمبر – إيريك تومبل بيل (مواليد 1883)